# Joannes Mathias Clerx
Joannes Mathias Clercx (Eksel, 4 december 1759 - 7 maart 1840), ook wel Jan Clercx of Jan Mathias Clercx genoemd, was landdrost in een groot gebied in het noorden van België.
Hij studeerde bij de augustijnen in Diest en keerde in 1786 terug naar Eksel. Daar werd hij secretaris van de schepenbank. Vanaf 1789 bekleedde hij dezelfde functie in de schepenbank van Overpelt. In deze periode werd hij geconfronteerd met de bende van de Bokkenrijders. Omdat hij de onderzoeken met kracht leidde, kreeg hij al snel de functie van luitenant-drossaerd van het ambt Stokkem. Hij zou berucht worden vanwege het ongenadig vervolgen van de Bokkenrijders, die meestal de doodstraf kregen. Terechtstellingen van Bokkenrijders waren er in Bree, Maaseik, Dilsen en Neeroeteren.
Clercx woonde in het Hobos te Overpelt nabij het kerkdorp Lindelhoeven, op de grens met Eksel.